# Tinodes pallidulus
Tinodes pallidulus är en nattsländeart som beskrevs av Mclachlan 1878. Tinodes pallidulus ingår i släktet Tinodes och familjen tunnelnattsländor. Arten är reproducerande i Sverige. Inga underarter finns listade i Catalogue of Life.